# Hôpital Erasme
Ne doit pas être confondu avec Centre médical Érasme.
L’hôpital Erasme - cliniques universitaires de Bruxelles est l'hôpital de l’université libre de Bruxelles (ULB), situé sur le territoire de la commune bruxelloise d’Anderlecht. Cet hôpital a été ouvert au public en 1977 et est doté d’une capacité de 864 lits.
À partir de 2018, la modernisation de l'hôpital s'organise au sud-ouest du campus Erasme, à côté de l'institut Bordet.
L'hôpital doit son nom à l'humaniste et théologien Didier Érasme de Rotterdam qui, au XVIe siècle, résida quelque temps près de la collégiale Saints-Pierre-et-Guidon, à Anderlecht.

## L'hôpital en chiffres
L'hôpital Erasme comptait 3 780 membres du personnel en 2017.
Cette même année, on pouvait y dénombrer 30 000 hospitalisations, 1 200 naissances, 400 000 consultations et une moyenne de 100 opérations par jour.